# Культурний код
Культурний код (англ. culture code) — набір стандартизованих чи нормативних конвенцій, очікувань чи означувальних практик у певній галузі, які були б знайомі представникам певної культури чи субкультури. Це спосіб, яким конкретна культура членує, категоризує, структурує, оцінює світ, що оточує членів певної національної лінгвокультурної спільноти; «сітка», яку культура «накидає» на навколишню дійсність. К.к. співвідносяться з древніми архетиповими уявленнями людини, або ж —  сукупність знаків (символів), смислів та їхніх комбінацій, котрі наявні у будь-якому предметі культури певної національної лінгвокультурної спільноти. Знаходить вияв також у етнічній мові, мовній картині світу.

## Типи культурних кодів
- Код культури біоморфний (гр. bios — життя + тorphё — форма) — код, у якому знайшли своє відображення уявлення певної національної лінгвокультурної спільноти про світ рослин, тварин. Біоморфний код культури тісно пов'язаний із стереотипами культури, сприйняттям і оцінкою у ї межах всього живого, що оточує людину.

- Код культури духовний — код, у якому відображені моральні цінності й еталони, які пов'язані з ними базові позиції культури, такі як «добро-зло», «погано-добре» тощо. Духовний код культури повною мірою аксіологічний.
- Код культури предметний — код, пов'язаний із стереотипами сприйняття і оцінювання певною національно-лінгвокультурною спільнотою того предметно-просторового світу, який оточує людину. Предметний код культури обслуговує, зокрема, метрично-еталонну сферу окультуреного світу.
- Код культури соматичний (гр. soma — тіло) – код, у якому знайшли відображення функції різних частин тіла та їх оцінка. Соматичний код культури тісно пов'язаний з членуванням простору (кінотеатр під боком, іспити на носі, багатства під ногами тощо).
- Код культурно-мовний у комунікації – єдність мовних і культурних знань, які виявляються у міжкультурній комунікації і втілюються у вербальних повідомленнях.

## Наукові трактування
Американський мовознавець Роман Якобсон писав про те, що в структурі будь-якої мови міститься певна кількість різноманітних знаків, що є ефективним та економічним кодом. Під таким кодом він мав на увазі певні інваріанти, а також універсальні принципи, що дозволяють існувати мові як комунікативній системі, що регулюється самостійно.
Пізніше радянський літературознавець Юрій Лотман, спираючись на теорію семіосфери, підійшов до всієї культури як до знаково-комунікативної системи, ототожнив культурні коди і мову за принципом «Мова — це код плюс його історія».
Основою кодів, в розумінні французького філософа Мішеля Фуко, є відносини в світі речей, які описуються в образній і метафоричній формі, як відносини місця, припасованості, зіткнення, симпатії, подібності і т. д.
«Основні коди будь-якої культури, що керують мовою, визначають для кожної людини емпіричні порядки, із якими він буде мати справу і в яких він буде орієнтуватися» — М. Фуко.
На думку російської соціологині Тамари Дридзе, знаки комунікативні за своєю природою і функціями. «Граючи» елементарними знаками, вводячи їх в ті чи інші зв'язки (а смислова інформація криється саме в цих зв'язках) і, перетворюючи за задумом спілкування накопичені знання, люди формують освіти (смислові, світоглядні) вищого порядку.
Роботи Фердинана де Сосюра дозволяють бачити коди в численних культурних текстах. У цьому випадку дослідник говорить про культурний код, який становить «тканину» тексту культури, сукупність знаково-символьних систем, смисли і значення яких людина постійно «зчитує», розшифровує.

## Значення кодів у культурі
Коди в культурі складають упорядковану множину взаємопов'язаних між собою приписів, стандартів, обмежень і установок по відношенню до різних видів діяльності (комунікативної, технологічної, семантичної, аксіологічної, пізнавальної, естетичної і т. д.), центральна ланка яких становить безліч знаків (символів), смислів і їх комбінацій. Знак виступає механізмом предметної пам'яті, який можна виразити як у знаковій діяльності (ритуал, культ, магія, чаклунство і т. п.), так і в знаковості знарядь праці, пов'язаних з ручною діяльністю людини.